# Lago en la montaña

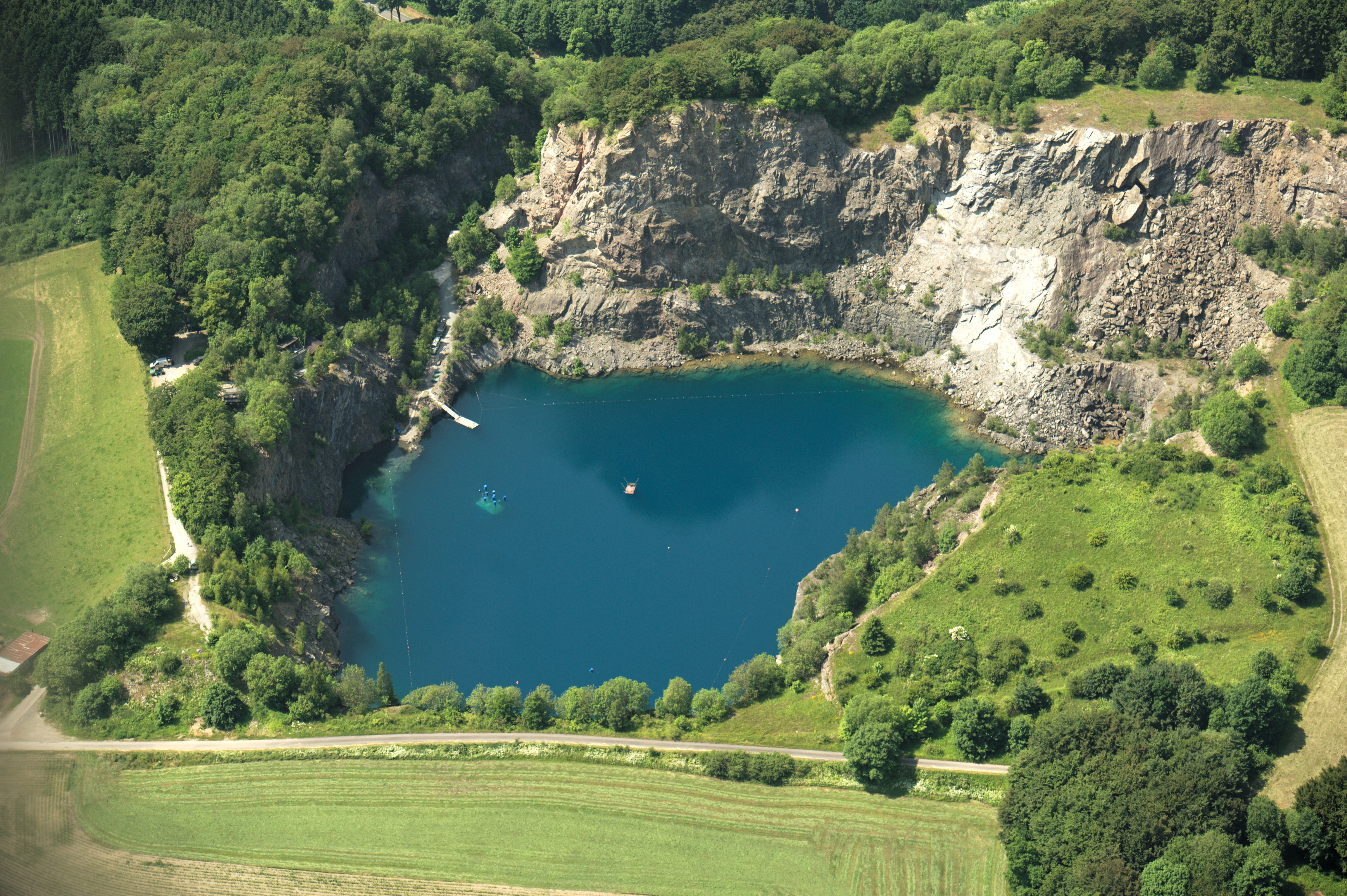
Lago en la montaña en Messinghausen

El lago de agua de buceo en la montaña de Messinghausen, Brilon es una antigua cantera en Alemania, que está rodeada de montañas y se encuentra a unos 480 metros sobre el nivel del mar.
El agua en el lago es solo agua de lluvia, ya que el lago no tiene flujo de entrada y no es alimentado por el agua subterránea. Se puede llegar al lago por el camino viejo (solo un camino de grava provisional), a través del cual se transportaba la sobrecarga. Este camino conduce al lago.
El lago en Messinghausen es una antigua cantera, la minería se detuvo aquí en 1984. La compañía Schneidewind extrajo diabase aquí, una de las rocas más duras de Sauerland. Incluso cuando la cantera todavía estaba en funcionamiento, el agua tenía que ser bombeada constantemente. Cuando no se otorgó más permiso de extracción y se despejaron las bombas, el nivel del agua aumentó lentamente hasta el nivel actual de agua de aproximadamente 45 m de profundidad. Ahora es un territorio para buceadores aficionados.
El operador del centro de buceo Bielefeld, el propietario Matthias Schneider, señala expresamente la fragilidad de la formación rocosa en la propiedad del lago. Todos los usuarios deben ser conscientes de que sufren daños físicos por la caída de rocas o similares. podría sufrir Las áreas valoradas por la pared marcadas por líneas de boya están cerradas debido al riesgo de caída de rocas para permanecer en la superficie. Lo mismo se aplica al área de 0-10 metros del muro noroeste.